# گمینا گوستنگن
گمینا گوستنگن (به لهستانی:  Gmina Gostynin) یک گمینا در لهستان است که در شهرستان گوستنگن واقع شده‌است. گمینا گوستنگن ۲۷۰٫۶۹ کیلومتر مربع مساحت و ۱۲٬۲۴۵ نفر جمعیت دارد.